# Theridion quadrilineatum
Theridion quadrilineatum là một loài nhện trong họ Theridiidae.
Loài này thuộc chi Theridion. Theridion quadrilineatum được miêu tả năm 1886 bởi Lenz.